# Ян Валій
Ян Валій (словац. Ján Vályi; 22 вересня 1837, Венчелло — 19 листопада 1911, Пряшів) — словацький церковний діяч, єпископ Пряшівської греко-католицької єпархії у 1883—1911 роках.

## Життєпис
Народився 22 вересня 1837 року в селі Ванчелло (нині Гававенчелло, Саболч-Сатмар-Берег, Угорщина). Богослов'я вивчав в Ужгородській семінарії, а в 1869 році у Відні здобув докторат з богослов'я — 2 березня 1869 року захистив докторську дисертацію «Manichaeismus ejusque propagatio usque ad saeculum 13». 26 жовтня 1865 року отримав священичі свячення.
15 березня 1883 року отримав призначення на єпископа Пряшівської греко-католицької єпархії. Єпископська хіротонія відбулася 20 травня 1883 року. Головним святителем був Мукачівський єпископ Іоанн Пастелій. Завершив будівництво духовної семінарії та піклувався про розвиток освіти. У відповідь на еміграцію, відправив кількох священиків-місіонерів до Америки.
Помер 19 листопада 1911 року в Пряшеві.

## Нагороди
- Командорський хрест ордена Леопольда (1896)[2]